# Itch.io
Itch.io es una plataforma de distribución digital, destinada a publicar videojuegos independientes, que permite organizar game jams, publicar sprites, música, software, cómics, libros, y cualquier tipo de contenido digital. Desde su lanzamiento en marzo de 2013, ha recibido más de 200.000 videojuegos.

## Historia
El 3 de marzo de 2013 Leaf Corcoran publicó una entrada en su blog, detallando su idea de crear itch.io, una página con un modelo de pago, que permitiría a los usuarios elegir el precio que pagarán por el producto. En una entrevista con Rock, Paper, Shotgun, Corcoran explicó que la idea original no fue desarrollar una tienda sino que fue un lugar para "crear una página de inicio personalizada para tu juego".
En junio de 2015, el servicio tenía más de 15,000 juegos y contenidos digitales.
En diciembre de 2015, el servicio anunció el lanzamiento de una aplicación de código abierto, con soporte para Windows, macOS, y Linux. Que permite explorar la tienda, mantener tus juegos actualizados automáticamente, y acceder a juegos de navegador sin conexión.
En 2021 la aplicación se podía descargar desde la Epic Games Store, y el servicio contaba con más de 200.000 videojuegos.

## Ingresos
Los desarrolladores pueden ganar dinero con los juegos lanzados en la plataforma. En el mes de mayo de 2015, itch.io pagó 51.489 dólares a sus usuarios. Por defecto, el sitio toma un 10% de las ganancias de cada venta, pero los desarrolladores pueden modificar este porcentaje, dando incluso un 0% a la plataforma. Además, los clientes pueden pagar por encima de lo que vale un producto, si quieren pagar más al desarrollador. Anteriormente, la criptomoneda Bitcoin podía utilizarse para realizar compras en el sitio, pero esta función fue removida de Itch.io.

## Características y Funcionabilidad
itch.io es una plataforma comúnmente utilizada por desarrolladores experimentales e independientes. Cualquiera puede publicar en el sitio web. Utiliza un modelo de «paga lo que quieras» tanto para clientes como para desarrolladores. Los desarrolladores pueden fijar un precio mínimo para sus juegos, pero los compradores pueden optar por pagar un extra. Una de las características más conocidas de itch.io son sus páginas de tienda personalizables.
Es considerada habitualmente una plataforma para desarrolladores principiantes, «un pequeño paso» hacia Steam, que tiene un mayor reconocimiento de marca y un nivel de entrada más alto; cuesta 100 dólares publicar juegos en Steam y hay que realizar trámites legales antes de registrarse. Corcoran consideró descorazonadora esta percepción de su plataforma.

## Contenido del Sitio Web
itch.io se divide en diversos productos y proyectos independientes como Videojuegos, libros, animaciones, comics, música, etc.
Es notable que dentro de itch.io lo más común de ver son los videojuegos de horror con los estilos Pixel-art, PSX (Playstation), en primera persona, LGBT, etc.